# Heribert Esser
Heribert Esser (* 12. Januar 1929 in Rheinhausen) ist ein deutscher Dirigent und Hochschullehrer. 1962 in Braunschweig zum Generalmusikdirektor ernannt, war er von 1987 bis 1994 Inhaber des Elder Chair of Music am Elder Conservatorium der University of Adelaide. Zuletzt leitete er das Philharmonische Staatsorchester Halle.

## Leben
Heribert Esser wurde 1929 als Sohn des Beamten Edmund Esser und dessen Frau Gertrud, geb. Krahforst, in Rheinhausen (heute: Duisburg) geboren. Nach dem Abitur 1947 am Städtisch mathematisch-naturwissenschaftliches Gymnasium Rheinhausen studierte er bis 1952 an der Kölner Musikhochschule sowie Germanistik und Musikwissenschaft an der Universität zu Köln. Sein Dirigierlehrer war Günter Wand. Außerdem besuchte er eine Meisterklasse bei Karl Hermann Pillney und die Kammermusik-Seminare von Maurits Frank. Sein erstes Engagement erhielt er 1953 an den Bühnen in Freiburg im Breisgau. Ab 1954 war er Repetitor mit Dirigentenverpflichtung in Köln. 1958 wurde er erster Kapellmeister und Assistent von Wolfgang Sawallisch am Hessischen Staatstheater Wiesbaden. 1958 bekam er die erste Kapellmeister ebendort. 1961 wechselte er mit Sawallisch zu den Städtischen Bühnen Köln.
1962 wurde er Nachfolger von Arthur Grüber am Staatstheater Braunschweig. Er war seinerzeit mit 33 Jahren einer der jüngsten Generalmusikdirektoren in der Bundesrepublik. Dieses Amt übte er für 25 Jahre aus. Außerdem war er von 1984 bis 1986 künstlerischer Leiter der Tage Neuer Kammermusik Braunschweig. Ferner war er vielfältig als Gastdirigent tätig. 1965 debütierte er beim Berliner Philharmonischen Orchester. Für eine Aufnahme von Paganinis Violinkonzerten Nr. 1 und 2 dirigierte er 1969 die Wiener Symphoniker (Solist: Shmuel Ashkenasi). Von 1975 bis 1985 war er ständiger Gastdirigent beim Stadtorchester Winterthur.
Von 1987 bis 1994 bekleidete er in der Nachfolge von David Galliver eine Musikprofessur (Elder Chair of Music) am Elder Conservatorium of Music an der University of Adelaide in South Australia, als deren Direktor er von 1988 bis 1992 fungierte. 2000 war er Herausgeber des Werkes The Art of Performance von Heinrich Schenker.
Im Jahr 2004 wurde er in der Nachfolge von Wolf-Dieter Hauschild Chefdirigent des vor der Orchesterfusion stehenden Philharmonischen Staatsorchesters Halle. Nach seinem Gastdirigat 2005/06 wurde der Klangkörper in die Staatskapelle Halle überführt.
Esser, katholisch, ist seit 1958 verheiratet mit Rosemarie, geb. Clormann.

## Auszeichnungen
- 1988: Ludwig-Spohr-Preis der Stadt Braunschweig[1]